# Beata Naigambo
Beata Nandjala Naigambo (sinh ngày 11 tháng 3 năm 1980 tại Oilagati, Vùng Ohangwena) là một vận động viên chạy đường dài ở Namibia, chuyên chạy marathon. Thời gian tốt nhất cá nhân của cô ấy là 2:27:28, được đặt tại Hamburg Marathon vào tháng 4 năm 2015.
Cô đã tham gia Thế vận hội Mùa hè 2008, khi cô hoàn thành thứ 28 trong tổng số 81 người tham gia cuộc đua marathon nữ.
Tại Thế vận hội Mùa hè 2012, cô đã hoàn thành 38 trên tổng số 107 người về đích với thời gian 2:31:16.

## Thành tích
| Năm                  | Giải đấu             | Địa điểm                   | Thứ hạng             | Nội dung             | Chú thích            |
| Representing Namibia | Representing Namibia | Representing Namibia       | Representing Namibia | Representing Namibia | Representing Namibia |
| -------------------- | -------------------- | -------------------------- | -------------------- | -------------------- | -------------------- |
| 2002                 | Commonwealth Games   | Manchester, United Kingdom | 9th                  | Marathon             | 2:47:22              |
| 2006                 | Commonwealth Games   | Melbourne, Australia       | –                    | Marathon             | DNF                  |
| 2007                 | Universiade          | Bangkok, Thailand          | 10th                 | Half marathon        | 1:21:09              |
| 2008                 | Olympic Games        | Bắc Kinh, China            | 28th                 | Marathon             | 2:33:29              |
| 2009                 | World Championships  | Berlin, Germany            | 24th                 | Marathon             | 2:33:05              |
| 2009                 | Eindhoven Marathon   | Eindhoven, Netherlands     | 1st                  | Marathon             | 2:31:01              |
| 2010                 | Commonwealth Games   | New Delhi, India           | 4th                  | Marathon             | 2:36:43              |
| 2012                 | Olympic Games        | London, United Kingdom     | 38th                 | Marathon             | 2:31:16              |
| 2014                 | Glasgow Marathon     | Glasgow, United Kingdom    | 11th                 | Marathon             | 2:39:23              |
| 2015                 | World Championships  | Bắc Kinh, China            |                      | Marathon             | DNF                  |
| 2015                 | Hamburg Marathon     | Hamburg, Germany           | 3 rd                 | Marathon             | 2:27:28              |